# Knodara
Knodara (in greco Κνώδαρα?; in turco Gönendere) è un antico villaggio di Cipro. Esso è situato de iure nel distretto di Famagosta e de facto nel distretto di Gazimağusa. È de facto sotto il controllo di Cipro del Nord. Il villaggio era abitato da turco-ciprioti anche prima del 1974.
Nel 2011 Knodara aveva 389 abitanti.

## Geografia fisica
Knodara è situata a 8 km a ovest di Lefkoniko sull'autostrada Nicosia-Trikomo, sette chilometri a ovest di Lefkoniko/Geçitkale. Il villaggio si trova nella parte settentrionale della pianura della Messaria.

## Origini del nome
Il significato del nome è oscuro. Prima di adottare un nuovo nome alternativo turco nel 1959, i turco-ciprioti chiamavano il villaggio Gonetra. Il nome alternativo adottato dai turco-ciprioti nel 1958 è Gönendere, che significa "torrente umido".

## Società

### Evoluzione demografica
Sebbene il villaggio sia sempre stato conosciuto come turco-cipriota, nel censimento ottomano del 1831 i cristiani costituivano quasi il 10% della popolazione. Tuttavia, per la maggior parte del periodo britannico il villaggio è stato abitato esclusivamente da turco-ciprioti e solo un piccolo numero di greco-ciprioti è stato registrato fino al 1931. Durante la prima metà del XX secolo, la popolazione del villaggio ha oscillato tra i 490 e i 550 abitanti. Un aumento considerevole è stato registrato dopo il 1946, quando la popolazione è passata dai 518 abitanti di quell'anno ai 623 del 1960.
Nessuno abitante originario è stato sfollato; tuttavia, durante gli scontri intercomunitari del 1963-4, il villaggio servì come centro di accoglienza per molti sfollati turco-ciprioti. Dal 1964 al 1974 fece amministrativamente parte dell'enclave turco-cipriota di Kiados(Chatos)/Serdarlı. La maggior parte degli sfollati che cercarono rifugio a Knodara/Gönendere proveniva da villaggi come Arnadi/Kuzucuk e Vitsada/Pınarlı. Il geografo politico Richard Patrick ha stimato che la popolazione del villaggio fosse di 739 abitanti nel 1971, in aumento rispetto ai 623 del 1960. Ha inoltre affermato che in quell'anno a Knodara vivevano ancora 105 sfollati turco-ciprioti.
Attualmente il villaggio è abitato principalmente dai suoi abitanti originari. Circa cinque famiglie turche hanno scelto di trasferirsi nel villaggio dopo il 1975 come parte della forza lavoro agricola e vi si sono gradualmente stabilite. Dal 1974, Knodara è soggetta a una forte emigrazione giovanile, sia verso le città che verso l'estero. Alcuni abitanti del villaggio si sono anche trasferiti nei vicini villaggi greco-ciprioti del sud. Tuttavia, di recente Knodara ha accolto anche alcuni turco-ciprioti rientrati dall'Inghilterra, che hanno costruito case e vi si sono stabiliti. Secondo il censimento turco-cipriota del 2006, gli abitanti del villaggio sono 394, con una diminuzione di quasi la metà rispetto alla popolazione del 1973.

## Cultura

### Eventi
A Knodara viene regolarmente organizzato un festival della cultura e dell'arte.

## Sport
Knodara è una delle tappe del Campionato di Rally di Cipro Nord.